# Jack Marriott
Jack David Marriott (Beverley, 9 settembre 1994) è un calciatore inglese, attaccante del Wrexham.

## Caratteristiche tecniche
È un attaccante.

## Carriera
Con la maglia del Peterborough Utd è diventato capocannoniere della League One 2017-18, raggiungendo quota 27 gol.
La stagione seguente è stato ceduto al Derby County, club militante nella Championship.
Mercoledì 15 maggio 2019 realizzó una doppietta nel ritorno delle semifinali dei play-off per la promozione in Premier League contro il Leeds Utd; il match terminó 4-2 ed il Derby County raggiunse la finale contro l’Aston Villa.

## Palmarès

### Individuale
- Capocannoniere della League One: 1

2017-2018 (27 gol)